# Monterrey Open 2020
Il Monterrey Open 2020, conosciuto anche come Abierto GNP Seguros 2020 per motivi di sponsorizzazione, è stato un torneo femminile di tennis giocato sul cemento. È stata la 12ª edizione del torneo, facente parte della categoria International nell'ambito del WTA Tour 2020. Si è giocato al Club Sonoma di Monterrey, in Messico, dal 2 all'8 marzo 2020.

## Partecipanti

### Teste di serie
| Nazionalità | Giocatrice         | Ranking* | Testa di serie |
| ----------- | ------------------ | -------- | -------------- |
| Ucraina     | Elina Svitolina    | 7        | 1              |
| Regno Unito | Johanna Konta      | 15       | 2              |
| Kazakistan  | Julija Putinceva   | 32       | 3              |
| Polonia     | Magda Linette      | 33       | 4              |
| Stati Uniti | Sloane Stephens    | 35       | 5              |
| Svezia      | Rebecca Peterson   | 43       | 6              |
| Bielorussia | Viktoryja Azaranka | 51       | 7              |
| Cina        | Wang Yafan         | 56       | 8              |
| Rep. Ceca   | Marie Bouzková     | 57       | 9              |
| Stati Uniti | Lauren Davis       | 60       | 10             |

* Ranking al 24 febbraio 2020.

### Altre partecipanti
Le seguenti giocatrici hanno ricevuto una wild card per il tabellone principale:
- Kim Clijsters
- Emma Navarro
- Sloane Stephens
- Venus Williams

La seguente giocatrice è entrata in tabellone tramite il ranking protetto:
- Kateryna Bondarenko

La seguente giocatrice è entrata in tabellone come special exempt:
- Leylah Annie Fernandez

Le seguenti giocatrici sono entrati nel tabellone principale passando dalle qualificazioni:

- Lara Arruabarrena
- Giulia Gatto-Monticone
- Vol'ha Havarcova
- Nadia Podoroska
- Anna Karolína Schmiedlová
- Stefanie Vögele

Le seguenti giocatrici sono entrati nel tabellone principale come lucky loser:
- Caroline Dolehide
- Varvara Flink
- Kristína Kučová
- Astra Sharma

### Ritiri
Prima del torneo
- Zarina Dijas → sostituita da  Kristína Kučová
- Fiona Ferro → sostituita da  Arantxa Rus
- Kirsten Flipkens → sostituita da  Astra Sharma
- Magda Linette → sostituita da  Caroline Dolehide
- Zheng Saisai → sostituita da  Sara Sorribes Tormo
- Julija Putinceva → sostituita da  Varvara Flink

Durante il torneo
- Varvara Flink

## Punti
| Evento    | V   | F   | SF  | QF | 2T   | 1T | Q    | Q2   | Q1   |
| Singolare | 280 | 180 | 110 | 60 | 30   | 1  | 18   | 12   | 1    |
| Doppio    | 280 | 180 | 110 | 60 | N.D. | 1  | N.D. | N.D. | N.D. |

## Montepremi
| Evento    | V       | F       | SF      | QF     | 2T     | 1T     | Q    | Q2     | Q1     |
| Singolare | $43,000 | $21,400 | $11,600 | $6,275 | $3,600 | $2,300 | N.D. | $1,685 | $1,100 |
| Doppio*   | $13,580 | $7,200  | $4,000  | $2,300 | N.D.   | $1,520 | N.D. | N.D.   | N.D.   |

*per squadra

## Campionesse

### Singolare
Elina Svitolina ha sconfitto in finale  Marie Bouzková con il punteggio di 7-5, 4-6, 6-4.
- È il quindicesimo titolo in carriera per Svitolina, il primo della stagione.

### Doppio
Kateryna Bondarenko /  Sharon Fichman hanno sconfitto in finale  Miyu Kato /  Wang Yafan con il punteggio di 4-6, 6-3, [10-7].